# Échannay
Échannay ist eine französische Gemeinde mit 135 Einwohnern (Stand: 1. Januar 2022) im Département Côte-d’Or in der Region Bourgogne-Franche-Comté. Sie gehört zum Arrondissement Dijon und zum Kanton Talant.

## Geographie
Échannay liegt etwa 29 Kilometer westlich von Dijon. Die Gemeinde wird umgeben von Vieilmoulin im Norden, Sombernon im Norden und Nordosten, Remilly-en-Montagne im Osten, Grenant-lès-Sombernon im Osten und Südosten, La Bussière-sur-Ouche im Süden, Montoillot im Westen und Südwesten sowie Aubigny-lès-Sombernon im Nordwesten.
Durch die Gemeinde führt die Autoroute A38.

## Bevölkerungsentwicklung
| Jahr                       | 1962 | 1968 | 1975 | 1982 | 1990 | 1999 | 2006 | 2013 | 2019 |
| Einwohner                  | 91   | 73   | 55   | 86   | 103  | 104  | 118  | 124  | 132  |
| Quellen: Cassini und INSEE |      |      |      |      |      |      |      |      |      |

## Sehenswürdigkeiten
- Kirche Saint-Rémy